# Bridalveil Fall
Bridalveil Fall – wodospad w Stanach Zjednoczonych, w stanie Kalifornia, w hrabstwie Mariposa. Wodospad leży na Bridalveil Creek, dopływie rzeki San Joaquin w Parku Narodowym Yosemite. W pobliże wodospadu prowadzi droga w parku a od parkingu prowadzi szlak turystyczny tworzący 0,8-kilometrową pętlę.
Wodospad jest jednoczęściowy, spada swobodnie, a jego średnia szerokość to 11 metrów (przy maksimum 23 m). Jest położony na wysokości 1352 m n.p.m.. W bliskiej odległości leżą jeszcze dwa duże wodospady: Widow's Tears (2,06 km) i Ribbon Fall (2,14 km).